# 染谷有香
染谷 有香（そめや ゆか、1992年1月17日 - ）は、日本のグラビアモデル、タレント、女優。千葉県出身。ホリプロ所属。

## 経歴
小学6年生で身長が165cm、中学2年生の頃には身長170cmでFカップあり、地元でも有名であった。フジテレビが運営するWebサイト「少年タケシ」のイメージガールオーディションが2010年から2011年にかけて行われ、周囲の人から言われた「モデルになりなよ」という言葉を真に受けて、自ら応募。特別賞を受賞し、芸能界入りした。
2011年にTBS系ドラマ『華和家の四姉妹』、2012年には同系のドラマ『SPEC〜警視庁公安部公安第五課未詳事件特別対策係事件簿〜翔』に出演。撮影会モデルや所属事務所によるWEB配信番組への出演などの活動を経て、2013年にグラビアデビュー作となる1stイメージDVD『ふしだらな肢体』が発売。
長身と抜群のスタイルを活かし、「リアル峰不二子」「霊長類最強の現役グラドル」をキャッチコピーにグラビアで活躍。
2016年6月25日、ファースト写真集『Virgin Shot!』発売。
2017年8月18日発売の『FRIDAY』（8月18日&25日合併号、講談社）にて、ヌード初掲載。
所属事務所は、2013年時点ではコペル、2015年にLONGFINE（業務提携:コペル・バグジーヒーローズクラブ）。2019年5月1日、ホリプロに移籍。
2019年8月27日発売の『FLASH』（2019年9/10号、光文社）にて、約2年ぶりのグラビア活動を再開。また、今号より「○○に染まる女」をテーマにした月イチの撮り下ろしグラビア連載がスタート。
2021年2月、ボートレース多摩川とのコラボ企画であるホリプロボートレース部の部員となる。
2021年9月発売の写真集『This is the beginning』（光文社）でヘアヌードを紙媒体の写真集として初披露。以降、2022年9月に『Dyed in a dream』（光文社）、2023年7月に『Take me out』（講談社）、2024年7月に『Get into me』（講談社）と、2024年現在、4冊のヘアヌード写真集を発売している。

## 人物
- 趣味は、映画・ドラマ・舞台を観ること[1]、プロレス鑑賞[21]、漫画喫茶に通うこと[22]。
- 特技は、クラシックバレエ、中国語、卓球、エアギター[1]、キックボクシング[9]。
- 長身グラマーで活躍している佐藤江梨子は、憧れの存在[3]。
- 好きなタイプは「義理人情と男気がある人」[14]。
- 男性との交際経験がなく、処女であることを公言している。処女である原因は、父親にあまりいい思い出がないこと、14歳のときに付き合った同級生から陰部を見せられ想像と違っていたので逃げ出した経験があった等と語っている。ただ、婚前交渉に否定的というわけではなく、「好きな人ができれば捧げたいです」と語っている[23][24][25]。

## 作品

### イメージDVD
| 発売日     | タイトル                       | メーカー                             | 規格    | 備考 |
| ---------- | ------------------------------ | ------------------------------------ | ------- | ---- |
| 2013/10/25 | ふしだらな肢体                 | リバプール                           | DVD     |      |
| 2015/2/20  | ふしだらな肢体                 | リバプール                           | Blu-ray |      |
| 2014/5/30  | 愛され躰〜恋をするということ〜 | シャイニングスターエンターテイメント | DVD     |      |
| 2014/10/3  | 再会〜恋をしてしまったら〜     | シャイニングスターエンターテイメント | DVD     |      |
| 2015/1/23  | あなた色に染めて               | 竹書房                               | DVD     |      |
| 2015/1/23  | あなた色に染めて               | 竹書房                               | Blu-ray |      |
| 2015/4/17  | ゆかしき躰                     | グラビジョン                         | DVD     |      |
| 2015/7/17  | ゆかしき想い                   | グラビジョン                         | DVD     |      |
| 2016/1/22  | 濡染                           | リバプール                           | DVD     |      |
| 2017/3/24  | 濡染                           | リバプール                           | Blu-ray |      |
| 2016/4/22  | 柔肌                           | リバプール                           | DVD     |      |
| 2017/3/24  | 柔肌                           | リバプール                           | Blu-ray |      |

## 書籍

### 写真集
- Virgin Shot!（2016年6月25日、ワニブックス、撮影：西田幸樹）ISBN 978-4847048463
- This is the beginning（2021年9月28日、光文社、撮影：ND CHOW） ISBN 978-4334902773 [19]
- Dyed in a dream（2022年9月27日、光文社、撮影：菊池泰久） ISBN 978-4334903015
- Take me out（2023年7月21日、講談社、撮影：三宮 幹史） ISBN 978-4065328101
- Get into me（2024年7月26日、講談社、撮影：三宮 幹史） ISBN 978-4065362686

### 電子書籍
- ミニスカOL 溢れだすフェロモン（2015年7月3日、アイロゴス、撮影：斉木弘吉）
- 究極のハイレグ （2015年7月31日、アイロゴス、撮影：斉木弘吉）
- 妖艶な躰 貴方の好きにして… （2015年8月7日、アイロゴス、撮影：斉木弘吉）
- 誘う女（2015年8月28日、アイロゴス、撮影：斉木弘吉）
- 誘惑BODY（2015年9月11日、アイロゴス、撮影：斉木弘吉）
- 安久澤ユノ×染谷有香「OVER 175 Pin-up Girls」（2015年9月11日、集英社〈デジタル週プレ写真集〉、撮影:ZIGEN）共演：安久澤ユノ
- 「化身」（2016年4月8日、集英社〈デジタル週プレ写真集〉、撮影：中村昇）
- 「ふしだらな肢体」（2016年12月23日、リバプール、撮影：堤晋一・前村竜二）
- 「濡染」（2016年12月23日、リバプール、撮影：中村昇）
- 「柔肌」（2016年12月23日、リバプール、撮影：中村昇）
- 染谷有香 Complete vol.1（2016年1月8日、アイロゴス）
- 「高身長美人の情熱」（2017年6月1日、竹書房）
- 「自由と解放」（2017年6月1日、竹書房）
- 「あなた色に染めて」（2017年6月1日、竹書房）
- 「再会〜恋をしてしまったら〜」（2020年9月17日、S&S BOOKS）
- FLASH 染谷有香の"染まる"シリーズ（光文社、撮影：岡本武志）[2][26]
  - FLASHデジタル写真集
    - 【01】汗に染まる、【02】ソフトクリームに染まる（2020年10月27日）

  - FLASHデジタル写真集R
    - 【03】Sに染まる、【04】Mに染まる（2020年10月27日）
    - 【05】染メリークリスマス!、【06】和に染まる～冬編～（2020年11月6日）
    - 【07】チョコに染まる、【08】洋館に染まる（2020年11月6日）
    - 【09】OLに染まる、【10】お嬢様に染まる（2020年11月13日）
    - 【11】家政婦のお染さん、【12】卒業に染まる（2020年11月13日）
- 「HoneyTrap」（2020年11月16日、小学館〈週刊ポストデジタル写真集〉、撮影：野村誠一、イラスト：末松正博)[27]
- 「愛され躰〜恋をするということ〜」（2021年2月5日、S&S BOOKS）
- 染谷有香デジタル写真集〜特装合本版〜（2021年6月18日、リバプール）
- Take me out オール未公開スペシャルEdition（講談社〈FRIDAYデジタル写真集〉、撮影：三宮幹史）
  - vol.1、大ボリューム! 完全版（2023年11月16日）[28]
  - vol.2、大ボリューム! 完全版（2023年11月16日）[29]
- Get into me オール未公開スペシャルEdition（講談社〈FRIDAYデジタル写真集〉、撮影：三宮幹史）
  - vol.1、大ボリューム! 完全版（2024年12月20日）[30]
  - vol.2、大ボリューム! 完全版（2024年12月20日）[31]

### ムック本
- グラビアザテレビジョン vol.77（2025年4月3日、KADOKAWA）

### カレンダー
- 染谷有香 2016年壁掛けカレンダー（2015年10月、トライエックス）
- 染谷有香 2022年カレンダー（2021年11月、ハゴロモ　22CL206 ）
- 染谷有香 2023年カレンダー（2022年11月、ハゴロモ　CL23-0190）
- 染谷有香 東京カレンダー[トウカレサウナクラブ]（2023年5月、TOKYO CALENDAR）
- 染谷有香 2024年4月始まりカレンダー（2024年2月、No.225　株式会社GーSTYLE）

## 連載
- 週刊ポスト「Honey Trap codename:BEE なにが愛なのか」（2019年8月 - 2020年7月、小学館）[32]
- FLASH「染谷有香の"染まる"シリーズ」（2019年8月 - 2020年7月、光文社）[2][26]

## 出演

### テレビ番組
- リアル脱出ゲームTV（2014年5月、TBS）
- ツボ娘（2014年7月16日・23日、TBS）
- サンデー・ジャポン-テリー伊藤のモテ散歩〜恵比寿編〜（2014年11月、TBS）
- 全力坂（2015年4月10日・5月15日、テレビ朝日）
- SASUKE2015（2015年6月25日、TBS）
- ゴッドタン（2015年11月14日、テレビ東京）
- 村上マヨネーズのツッコませて頂きます!（2015年12月13日、関西テレビ）

### テレビドラマ
- 華和家の四姉妹（2011年7月10日 - 9月18日、TBS）
- SPEC〜警視庁公安部公安第五課未詳事件特別対策係事件簿〜翔（2012年4月1日、TBS）
- ドラマ!7人のアイドルゴーゴー!（2015年4月 - 9月、テレビ朝日）
- 月曜名作劇場「はぐれ署長の殺人急行2 〜秩父SL迷宮ダイヤ〜」（2017年6月26日、TBS）[33]
- ドラマイズム「そのご縁、お届けします-メルカリであったほんとの話-」 第6話（2020年12月9日（8日深夜）、MBS / TBS系） - 福原みき 役[34]
- ウイスキペディア 第25回（2021年12月3日（2日深夜）、BSフジ） - ミネフジミ 役[35]
- 土ドラテイオーの長い休日 第4話 - 第7話（2023年6月24日 - 7月15日、東海テレビ） - 高見沢綾 役
- 心霊内科医 稲生知性 第1作 最終話（2023年3月31日（30日深夜）、フジテレビ） - 平山眞砂子 役
- あれからどうした 第1話（2023年12月26日、NHK総合） - 斉藤の不倫相手 役
- さすらい署長 風間昭平 第17作「とやま庄川峡殺人事件」（2024年6月24日、テレビ東京） - 村沢初美 役
- ドラマ特区「彩香ちゃんは弘子先輩に恋してる」（2024年7月4日 - 8月23日、MBS） - 辰巳響子 役
  - ドラマ特区「彩香ちゃんは弘子先輩に恋してる 2nd Stage」（2025年6月27日 - 、MBS）[36]

### 映画
- みんな!エスパーだよ!（2015年9月、配給：GAGA）
- かば（2021年7月24日、映画「かば」制作委員会） - 美穂 役[37]
- SOUND of LOVE（2024年９月27日、制作：ホリプロ） - 白石明葉 役

### オリジナルビデオ
- 絶叫2（2012年12月、ミッドシップ）[注 2]
- 呪界（2014年1月24日、リバプール） - 佐藤 麻衣子(仮名) 役
- 極妻の逆縁（2017年11月3日、オールイン エンタテインメント） - 市川 華 役
- 極妻の逆縁2（2018年1月15日、オールイン エンタテインメント） - 市川 華 役

### ウェブ配信
- コペルチャンネル「コペチャン」（2012年1月 - 2013年、ニコニコ生放送）[38]
- グラビアアイドルほろ酔いトーク（2013年1月 - 2014年1月、東スポWEB）
- らんチキ!!〜深夜に女子を指示したいやつ集まれ〜（2014年11月 - 2015年10月、ニコニコ生放送）
- らんチキ!!〜続・深夜に女子を指示したいやつ集まれ〜（2016年4月 - 12月、ニコニコ生放送）
- シロウト女子のえびす裁判（2015年12月8日 - 28日、MGSシアター）[注 3]
- 旅レポスペシャル「染谷有香の癒やされ女子旅」
  - in マカオ（マカオ観光局）（2017年5月、インプレス）[40]
  - in タイ（タイ国政府観光庁「こんなタイ、知らなかった」タイ南部旅）（2017年6月、インプレス）[41]
- オンラインリアル脱出ゲーム（2021年、ニコニコ生放送）[注 4]
  - 大パーティ（2021年1月16日、ニコニコ生放送）
  - サマーフェス（2021年9月11日、ニコニコ生放送）
- 雨に叫べば（2021年12月16日 - 2022年3月15日・Amazon Prime Video、2022年3月16日・東映オンデマンド〈Amazon Prime Videoチャンネル〉[注 5]） - 花子の母親 役
- サンクチュアリ -聖域-（2023年5月4日、Netflix）第1話 - 鉄板焼屋のシェフ 役
- 東京ガベージコレクション (2023年9月、TravelTV)

### 音声配信
- 染谷有香 まどろみの愛づち（2023年1月17日 - 、AuDee） - パーソナリティ[45][46]

### イベント
- 第3回AKIBA TOKYO COLLECTION（2015年8月24日、東京・ベルサール秋葉原）[注 6]
- タイ国政府観光庁×トラベル Watch Presents「神保町フリーミーティング 観タイ!食べタイ!楽しみタイ! フライ&ドライブでめぐる♥タイ南部旅トークショー」（2017年8月16日、東京・神保町）[49]

### 広告
- タツノコ50周年フェアイメージガール「ドロンジョシスターズ」（2012年、タツノコプロ）[50]

### 雑誌
- 週刊プレイボーイ（2014年7月・2015年1月・2月・6月、集英社）
- ヤングマガジン（2015年5月、講談社）
- ヤングアニマル（2015年5月、白泉社）
- 週刊SPA!（2014年9月・12月・2015年2月、扶桑社）
- 週刊実話（2015年1月、日本ジャーナル出版）
- Option（2014年12月、三栄書房）
- カスタムcar（2014年3月、芸文社）
- アームズマガジン（2015年10月、ホビージャパン）
- FLASH（2015年12月・2020年5月、光文社）